# 류승규문학상
류승규문학상은 농민 문학가 류승규를 기릴 목적으로 옥천군 후원으로 한국농민문학회, 옥천문인협회가 제정한 문학상이다. 옥천군에서 매년 10월 열리는 류승규 문학제에서 시상한다.

## 역대 수상 작품
- 2003년 1회 구인환 <일어나는 산>
- 2004년 2회 정동수 <꽃비 내리다>
- 2005년 3회 김용만 <아내가 칼을 들었다>
- 2006년 4회 황선락 <풍화> 민영이 <긴 밤의 여로>
- 2007년 5회 류보상 <소문난 집>
- 2008년 6회 신동한 <문단 천일야화> 이만재 <호모사피엔스의 축제>
- 2009년 신종플루 확산으로 행사 취소
- 2010년 7회 김학진 <우리들의 빈자>
- 2011년 8회 변이주 <크고 따뜻한 등>
- 2012년 9회 이영실 <우리사는 땅, 기쁨과 슬픔의 땅>[1]
- 2013년 10회 정현웅 <고행>[2]
- 2014년 11회 권순악 <꽃바람 흙냄새>[3]
- 2015년 12회 김두수 <크리스마스의 사랑>[4]
- 2016년 13회 이동희 <농민21-벼꽃 질 무렵>[5]
- 2017년 14회 박희팔 <조홧속>[6]
- 2018년 15회 안수길 <광풍과 딸꾹질, 당신의 십자가>
- 2019년 16회 우향규 <소년은 울고 있다>
- 2020년 코로나19로 행사 개최 안함.
- 2021년 코로나19로 행사 개최 안함.
- 2022년 17회 신현득 <사람과 소 이야기>
- 2023년 18회 엄한정 <엄한정 시전집>